# Apples
『apples』（アップルズ）は、米倉千尋の5枚目のアルバムである。

## 概要
- タイトルの「apples」とは「リンゴ」ではなく、意味は「幸せの場所」である。
- 本作では米倉自身が作詞・作曲どちらかに全曲関わっている。
- 「Return to myself」「陽のあたる場所」はCDに表記されていないが、シングルとは別音源になっている。

## 収録曲
1. tuning apples（instrumental）
2. Return to myself（Album Mix）
  - 作詞・作曲：米倉千尋、編曲：勝又隆一
  - テレビアニメ『六門天外モンコレナイト』後期オープニングテーマ
3. Just Fly Away
  - 作詞・作曲：米倉千尋、編曲：勝又隆一
  - テレビアニメ『六門天外モンコレナイト』前期オープニングテーマ
4. 桜色の街
  - 作詞・作曲：米倉千尋、編曲：勝又隆一
  - ラジオ『SMILE GO HAPPY』から生まれた曲で、エンディングにはライブ音源でのコーラスが収録されている。
  - 後にアルバム『Little Voice』に収録される。
5. 陽のあたる場所（Album Mix）
  - 作詞・作曲：米倉千尋、編曲：門倉聡
  - テレビアニメ『仙界伝 封神演義』キャラクターソングのセルフカバー曲、後のキャラクタービデオ集エンディング曲になる。
6. かえりみち
  - 作詞・作曲：米倉千尋、編曲：重実徹
7. Snow White
  - 作詞：渡辺なつみ、作曲：米倉千尋、編曲：重実徹
8. FLAME
  - 作詞：米倉千尋、作曲・編曲：MASAKI
  - プレイステーションゲーム『アイシア』主題歌
  - 後にアルバム『BEST OF CHIHIROX』に収録される。
9. LOOP
  - 作詞：米倉千尋、作曲・編曲：MASAKI
10. 遠くへ (Album version)
  - 作詞・作曲：米倉千尋、編曲：勝又隆一
  - パッケージには明記されてないが、イントロがシングルバージョンより1フレーズ追加されたアルバムバージョンである
  - 劇場アニメ『六門天外モンコレナイト〜伝説のファイアードラゴン〜』主題歌
11. -祈り-
  - 作詞・作曲：米倉千尋、編曲：門倉聡
  - 「桜色の街」同様のラジオから生まれた曲で、いじめについて歌っている。